# Soulsbyville, California
Soulsbyville, California (енгл. Soulsbyville) насељено је место без административног статуса у америчкој савезној држави Калифорнија.

## Демографија
По попису из 2010. године број становника је 2.215, што је 486 (28,1%) становника више него 2000. године.
| Група             | 2000.         | 2010.         |
| Белци             | 1.517 (87,7%) | 1.904 (86,0%) |
| Афроамериканци    | 0 (0,0%)      | 3 (0,1%)      |
| Азијати           | 6 (0,3%)      | 13 (0,6%)     |
| Хиспаноамериканци | 138 (8,0%)    | 206 (9,3%)    |
| Укупно            | 1.729         | 2.215         |